# جلوكوما الكلاب

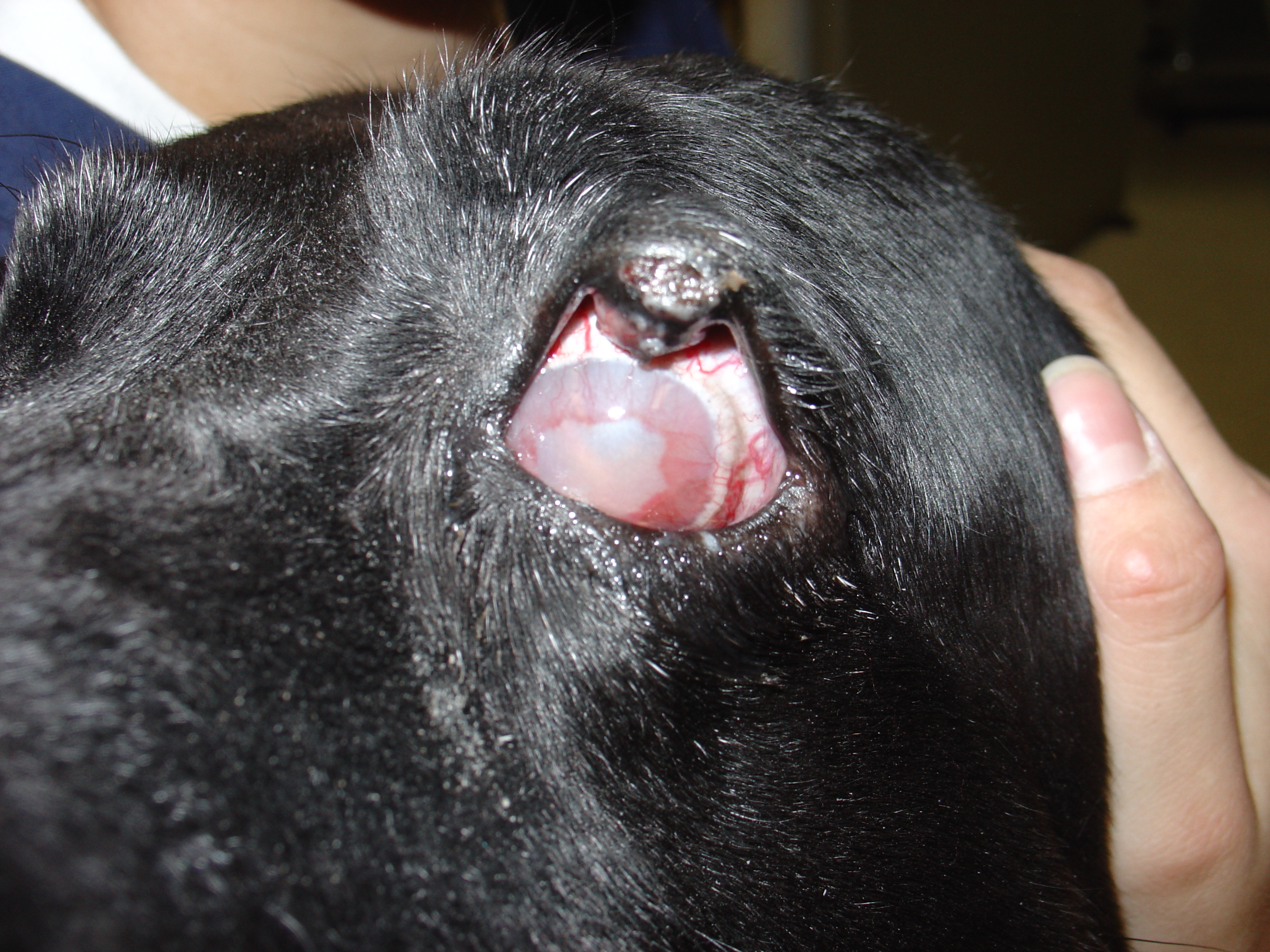
الجلوكوما في الكلب

الجلوكوما أو الماء الأزرق أو الماء الأسود في الكلاب يشير إلى مجموعة من الأمراض في الكلاب التي تؤثر على العصب البصري وتنطوي على فقدان الخلايا العقدية في شبكية العين في نمط مميز. ضغط باطن العين أكبر من 22 ملليمتر من الزئبق (2.9 كـبا) هو عامل كبير لتطور الجلوكوما. يؤدي عدم علاج الجلوكوما في الكلاب إلى تلف دائم في العصب البصري وفقدان مجال الرؤية الناتج، والذي يمكن أن يتطور إلى العمى .
يمكن تقسيم مجموعة الأمراض متعددة الأسباب التي تؤدي إلى الجلوكوما في الكلاب تقريبًا إلى ثلاث فئات رئيسية: الخلقية أو الأولية أو الثانوية.  في الكلاب، تكون معظم أشكال الجلوكوما الأولية نتيجة لانهيار زاوية الترشيح، أو الزرق مغلق الزاوية.

## العلامات والأعراض

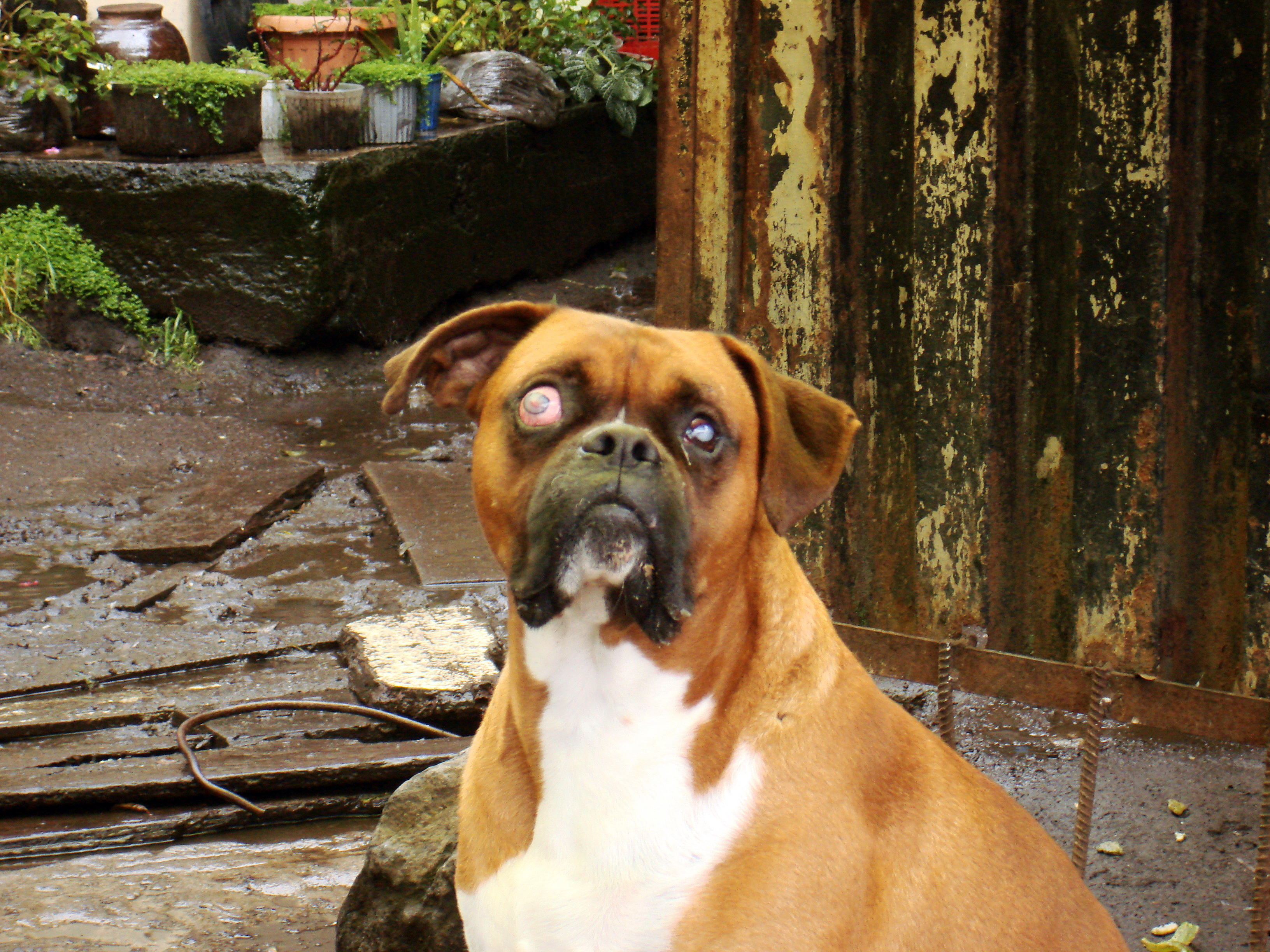
كلب يعاني من انتفاخ و ضبابية العين اليمنى

غالبًا ما يمر الجلوكوما دون ملاحطة في الكلاب حتى يصبح في حالة متقدمة. نادرًا ما تظهرأي أعراض في المراحل المبكرة من المرض ، لذا من المهم إجراء فحوصات منتظمة للعين بواسطة أطباء بيطريين مؤهلين. تقوم الكلاب أحيانًا بفرك العين إذا كانت مؤلمة. قد تكون العين المصابة بالجلوكوما حمراء أو منتفخة أو مؤلمة أو غائمة في المظهر.

## الأسباب
هناك ثلاث فئات رئيسية من أسباب الجلوكوما: الخلقية والأولية والثانوية.
تحدث الجلوكوما الخلقية عند الولادة، على الرغم من أنها قد لا تظهر حتى يبلغ الحيوان بضعة أشهر من العمر. هذه الأنواع من الجلوكوما ناتجة عن تشوهات في بنية العين والتي حدثت أثناء نمو العين.  قد تتأثر إحدى أو كلتا العينين.
تحدث الجلوكوما الأولية في غياب أمراض العين الأخرى، وبالتالي يُفترض أنها وراثية في الأصل.  أكثر أنواع الجلوكوما شيوعًا في الكلاب هو زرق انسداد الزاوية الأولي (PACG). أقل أنواع الجلوكوما شيوعًا في الكلاب هو الزرق الأساسي مفتوح الزاوية (POAG) ، على الرغم من أنه الأكثر شيوعًا في البشر. في كلاب البيجل Beagle ، الزرق مفتوح الزاوية يعتبر سمة وراثية متنحية وراثية. 
تحدث الجلوكوما الثانوية عندما تغير أمراض العيون الأخرى تدفق الخلط المائي إما داخل أو خارج العين.

## التشخيص
يستخدم الأطباء البيطريون ثلاث طرق عامة: قياس التوتر وتنظير الزاوية العينية وتنظير العين . يقيس قياس التوتر ضغط العين باستخدام أداة. يمكن أن يتراوح ضغط العين الطبيعي في الكلاب من 12 إلى 25 ملليمتر من الزئبق (1.6 إلى 3.3 كـبا) ، ويجب أن تكون كلتا العينين متماثلتين في الضغط. تنظير الزاوية العينية هو إجراء تشخيصي لفحص زاوية الحجرة الأمامية . تنظير العين المباشر وغير المباشر ضروري لتقييم الشبكية وخاصة العصب البصري .

## العلاج
لا يوجد علاج للجلوكوما، لذا فإن أهداف العلاج هي تقليل الألم في العين والحفاظ على الرؤية. يتم علاج معظم الكلاب دوائيا، على الرغم من أن الجراحة في بعض الأحيان مطلوبة. نظرًا لأن سبب الجلوكوما الأولي غير معروف غالبًا، فإن العلاج الدوائي يهدف عادةً إلى تقليل العلامة الرئيسية للزرق (ارتفاع ضغط العين) بدلاً من علاج سبب المرض. 

### الجراحة
الهدف من الجراحة في الكلاب المصابة بالجلوكوما هو تقليل ضغط العين. يتم تحقيق ذلك عن طريق تقليل إنتاج الخلط المائي، أو عن طريق تحسين تصريف الخلط المائي من العين. 

#### جراحة ليزرية
غالبًا ما يتم إجراء جراحة الليزر للتدمير الانتقائي للأنسجة والجسم الهدبي في محاولة لتقليل إنتاج السوائل المائية . يمكن أيضًا دمج جراحة الليزر مع إضافة تحويلة.

#### استئصال
تتم إزالة مقلة العين أثناء هذا الإجراء، وغالبًا ما يتم إستخدامها حصرا لمرضى الجلوكوما في المرحلة النهائية.

#### نزع المحتوى العيني والزرع داخل العين
يتم إزالة محتويات العين الداخلية واستبدالها بزرع تبقى الأجزاء الخارجية للعين.

#### تحويلة داخل العين مخصصة للكلاب: TR-ClarifEYE
TR-ClarifEYE عبارة عن غرسة مصنوعة من مادة حيوية، وهي مادة STAR BioMaterial ، والتي تتكون من سيليكون بحجم مسام متجانسة ودقيقة للغاية، وهي خاصية تقلل من التليف وتحسن تعريف الأنسجة. لا تحتوي الغرسة على صمامات ويتم وضعها بالكامل داخل العين بدون خياطة. في عام 2008 ، أظهر نجاحًا طويل المدى (> عام واحد) في دراسة تجريبية على الكلاب مصابة بالزرق المتقدم  

#### تحويلات الصمامات
تشتمل غرسات تصريف المياه الزرقاء على غرسة Molteno الأصلية (1966) ، وتحويلة أنبوب Baerveldt ، والغرسات المزروعة بالصمامات، مثل غرسة صمام الجلوكوما أحمد أو ExPress Mini Shunt والجيل الأخير من غرسات Molteno. يتم استخدامها إذا كانت الكلاب لا تستجيب للعلاج الطبي الأقصى، بعد فشل جراحة (استئصال التربيق). يتم إدخال أنبوب التدفق في الحجرة الأمامية للعين ويتم زرع الصفيحة أسفل الملتحمة للسماح بتدفق السائل المائي من العين إلى غرفة تسمى الفقاعة .
- يتطلب الجيل الأول من Molteno وغيره من الغرسات غير الصمامية في بعض الأحيان ربط الأنبوب حتى يتم تشكيل الفقاعة الليفية بشكل خفيف وضيق الماء [7] ويتم ذلك لتقليل نقص التوتر بعد الجراحة - الانخفاض المفاجئ في ضغط العين بعد الجراحة (IOP).
- الغرسات ذات الصمامات مثل صمام أحمد الجلوكوما تحاول التحكم في نقص ضغط الدم بعد الجراحة باستخدام صمام ميكانيكي.

## علم الأوبئة
يعد الجلوكوما أكثر شيوعًا مع زيادة عمر الكلب ؛  يصيب الجلوكوما الأولي بشكل شائع الكلاب في منتصف العمر وحتى الكلاب الأكبر سنًا. 
تزداد فرصة بعض السلالات من خطر الإصابة بأنواع معينة من الجلوكوما:
- زرق انسداد الزاوية الأولي (PACG):
  - الأكثر شيوعًا إصابة: الكوكر سبانيل الأمريكي، كلاب الباسيت . [1]
  - أيضًا يصاب بشكل كبير: English Cocker Spaniel ، Great Dane ، Flat-coated Retriever ، Shar Pei ، Welsh Springer Spaniel ، Bouvier des Flandres ، Poodle ، Chow Chow [8]
- الجلوكوما الأساسي مفتوح الزاوية (POAG): بيجل ، الخوند النرويجي . [2]
- الجلوكوما الثانوية: Poodle ، Cocker Spaniel ، Rhodesian Ridgeback ، Australian Cattle Dog ، سلالات جحر مختلفة ( Cairn Terrier ، Jack Russell Terrier ، Boston Terrier ). [9]

PACG أكثر شيوعًا في إناث الكلاب بمقدار الضعف بالمقارنة مع الكلاب الذكور. 